# Mart Lieder
 Mart Lieder (født 1. maj 1990) er en hollandsk fodboldspiller, der spiller som angriber for Odense Boldklub i den danske Superliga. Han spillede tidligere for Vitesse, RKC Waalwijk, FC Dordrecht, FC Aarau og FC Eindhoven.